# Macintosh Plus
A Macintosh Plus asztali számítógépet az Apple gyártotta és forgalmazta 1986. január 16. és 1990. október 15. között 57 hónapon keresztül. A Macintosh Plus a Compact Macintosh számítógép-családba tartozott.

## Története
A Macintosh Plus volt a válasz azokra a panaszokra, amelyek szerint az eredeti Macintosh nem bővíthető. Egyrészt a RAM bővíthető lett 4MB-ig és ez volt az első Macintosh, amely SCSI-portot kínált különféle külső perifériák használatához. A Macintosh Plus eredetileg 2600 dollárért kelt el az Egyesült Államokban, az oktatási piacokon Macintosh Plus ED néven forgalmazták.
A Macintosh Plus feltűnt Star Trek IV: A hazatérés filmben is. A Macintosh Plus egy összetett fémképlet grafikus ábrázolására szolgált. A XXIII. századból 1986-ba vissza utazó Scotty főgépész először hanggal akarja vezérelni a Plust, majd amikor segítségül a kezébe adják a gép egerét, abba beszél.Great Moments in Star Trek History - Hello, Computer (Nagy pillanatok a Star Trek történetében – Hello, Computer). YouTube

## Technikai leírás
A tört fehér színű gép súlya 7,5 kg, magassága 345 mm, szélessége 244 mm és mélysége 277 mm volt. A Plus számítógépet egymagos 8 MHz-es Motorola 68000 processzor vezérelte, a rendszerbusz 8 MHz-en működött. Külső adattárolási lehetőséget a 800kB-os hajlékonylemez meghajtó (floppy-drive) kínált. A gépet System 3.0 operációs rendszerrel szállította az Apple. A gépet beépített memória nélkül gyártották, maximálisan 4MB (150ns) kezelésére volt képes a gyári specifikáció szerint, a bővítéshez 4 hely (slot) állt rendelkezésre. A számítógépnek 9 inches-es, 72 ppi-s, 512x342 képpont felbontásra képes kijelzője volt. Videójel kimenetet egy RCA csatlakozó biztosított. Csatlakozók: két soros port, egy DB-25, egy DB-19 a hajlékonylemez meghajtónak, egy beépített hangszóró. A számítógép nem volt bővíthető.

## A számítógép adatai
A táblázat nem tartalmazza az összes műszaki paramétert. Az egyes modelleknél a bemutatáskor érvényes adatokat soroljuk fel, a későbbi frissítéseket nem. Az eszköz technikai paraméterei a MacTracker alkalmazásból származnak.
| Gép nevebemutatva kivezetve     | Méretmagasság szélesség mélység súlySzín | Processzorprocesszor órajel, mag L1 és L2 cache társprocesszor | Háttértármerevlemezkülső adathordozó | Eredeti operációs rendszer | Memóriaalap max. @sebességhely   | Kijelzőmérete felbontása       | Grafikakártyamemória kimenet | CsatlakozókEthernet, ADB, soros, SCSI, párhuzamos, FDD, kijelző, hang be/ki, belső mikrofon, hangszóró | Bővíthetőségkártyahelybelső öbölkülső csatlakozó |
| ------------------------------- | ---------------------------------------- | -------------------------------------------------------------- | ------------------------------------ | -------------------------- | -------------------------------- | ------------------------------ | ---------------------------- | --- | ------------------------------------------------ |
| Plus1986 jan. 16. 1990 okt. 15. | 345 mm 244 mm 277 mm 7,5 kg tört fehér   | Motorola 68000 @8 MHz és 1 mag                                 | 800k floppy                          | System 3.0                 | nincs alap max: 4MB @150ns4 hely | 9 inch, 72 ppi 512x342 képpont | 1 RCA                        | * 2 RS–422 * 1 DE–9 * 1 D–25 (SCSI) * 1 DB–19 külső FDD                                                |                                                  |

## Compact Macintosh számítógépek az időben
| A Compact Macintosh számítógépek az idővonalon |
| --- |
| A színek kezdete a bemutató időpontja, a forgalmazás több esetben is hónapokkal később kezdődött. Megeshet, hogy egy csík végét kitakarja egy másik csík eleje. Előfordul, hogy a gyártás befejezését követően még egy ideig forgalomban marad a gép adott verziója. A hardver szempontjából az Apple számítógépekhez tartozó Macintosh XL-t a gép nevében szereplő "Macintosh" szó miatt tüntettük fel. |